# Ernie Collett (Eishockeyspieler)
Ernest John „Ernie“ Collett (* 3. März 1895 in Toronto, Ontario; † 21. Dezember 1951 ebenda) war ein kanadischer Eishockeyspieler. Bei den Olympischen Winterspielen 1924 gewann er als Mitglied der kanadischen Nationalmannschaft die Goldmedaille.

## Karriere
Ernie Collett verbrachte seine ganze Karriere als Eishockeyspieler in seiner Heimatstadt, in der er für zahlreiche Amateurmannschaften spielte. Von 1915 bis 1917 spielte er für den Toronto Riverside Hockey Club, in der Saison 1917/18 für die Toronto Crescents, in der Saison 1919/20 für die Toronto Newman Hall und anschließend ein Jahr lang für Toronto Parkdale. Von 1921 bis 1923 trat er für die Toronto Granites an, mit denen er 1922 und 1923 jeweils den Allan Cup, den kanadischen Amateurmeistertitel, gewann. Mit den Granites repräsentierte er 1924 Kanada bei den Olympischen Winterspielen. 1924 war er der erste Fahnenträger Kanadas bei Olympischen Winterspielen.

### International
Für Kanada nahm Collett an den Olympischen Winterspielen 1924 in Chamonix teil, bei denen er mit seiner Mannschaft die Goldmedaille gewann.

## Erfolge und Auszeichnungen
- 1922 Allan-Cup-Gewinn mit den Toronto Granites
- 1923 Allan-Cup-Gewinn mit den Toronto Granites
- 1924 Goldmedaille bei den Olympischen Winterspielen